# 双庙镇 (平舆县)
双庙镇，是中华人民共和国河南省驻马店市平舆县下辖的一个乡镇级行政单位。
原为双庙乡，2023年撤乡设镇。

## 行政区划
双庙镇下辖以下地区：
双庙村、梁桥村、谢庄村、南宋村、邢营村、马营村和前张村。